# Micro Chips
Micro Chips es un grupo de popinfantil-juvenil vanguardista mexicano de 1986 a 1994. Y del 2024 a la actualidad.

## Inicios
En 1986 los hermanos Javier Willy (Teclados) y Daniel Willy (Batería) de Torreón, Coahuila, México deciden formar un grupo. Inician el periodo de selección del guitarrista, y después de haber audicionado a varios prospectos encuentran a Ricardo Villa y así los tres junto con Sergio Robles forman el grupo Explotion.
En unas vacaciones de verano visita Jay de la Cueva junto con sus padres la ciudad de Torreón, y al verlos tocar comentan entre ellos (el padre de los hermanos Willy y el padre de Jay): "No sería mala idea llevarlos a (Ciudad) México a audicionar". Para expandir su trayectoria regional así pues se dirigen a la Ciudad de México donde son audicionados por la vicepresidencia Musical de Televisa Luis De Llano donde les hace la propuesta de incorporar a su hijo Tito al proyecto, y al mismo tiempo los hermanos Willy invitan a su hermana Toti a integrarse, quedando así la alineación final Micro Chips.

## Desarrollo
Su primer disco titulado "Niños Eléctricos" tema original del Roquero Español Miguel Ríos, fue grabado a principios de 1987 con la asesoría de su Productor Musical Ricardo Ochoa.
Lanzando tres sencillos de esta producción: "No quiero" -video muy controversial y censurado por los medios por la rebeldía que mostraba en su contenido.
"Angello" interpretada hacia un integrante del grupo Menudo y cover de la canción "Kiss me red" de la serie de televisión Dreams, fue el tema que logró colocarse en los primeros lugares de las estaciones de radio a nivel nacional.Y "Boomerang", tema compuesto por Aleks Syntek para la Montaña Rusa en Reino Aventura (hoy Six Flags México) en la Ciudad de México.Las ventas de Niños Eléctricos lo llevaron a ser disco de oro.
En 1989 surge un cambio radical al abandonar los hermanos Willy el grupo para continuar con sus estudios en su natal Torreón.
La última presentación de los hermanos Willy en Micro Chips fue en Miss Universo 1989 en Cancún, Quintana Roo, donde se grabó el videoclip  "Rock en el Universo".
Posteriormente forman el grupo "Rock Kids", firmando contrato con Polygram Records y lanzando dos álbumes al mercado.
Micro Chips buscó sustitutos para grabar su segundo álbum "De Película" a finales de 1989. Los tres integrantes nuevos fueron Mariana Navarro, Jorge Mercado y Tomas Pérez, este disco tuvo un recibimiento tibio en relación con el anterior. En 1990 Mariana Navarro deja el grupo y deciden presentar una nueva imagen con una nueva alineación donde Jessica Herreman y Yani Contreras se unen al proyecto. De esa misma alineación surge en 1990 el LP Energía Es Amor con temas de Marco Flores y Ricardo Arjona con el cual resurgen nuevamente en el ámbito. En 1991 Yani Contreras y Jorge Mercado dejan Micro Chips, siendo sustituidos por Anna Borras y Álex.
El álbum No Somos Números se graba en Nueva York y sale a la luz en 1992 con temas del cantante y compositor Italiano Jovannotti, y así con este que fue el último LP logran colocarse fuertemente en la radio.
En 1993 la agrupación decide grabar un nuevo disco y asimismo encontrar otro nombre, ya que no eran niños. Sin embargo esto no sucedió, y cada quien continuó por separado.
El 18 de abril de 2014 se dio a conocer en su página oficial de Facebook de Micro Chips, la gran noticia de la celebración del 25 aniversario del disco Niños Eléctricos, el cual es relanzado al mercado por Universal Music en todas las plataformas digitales el 22 de abril de 2014, conmemorando la celebración del día del Niño el 30 de abril.
El 23 de febrero de 2024 la agrupación en su página de Facebook anuncian el relanzamiento de su disco "Niños Eléctricos 35 Aniversario" por Universal Music México el 8 de marzo de 2024. Conteniendo 3 bonus tracks, nunca antes escuchados.

## Integrantes

### Integrantes Originales
- Javier Willy  (1986-1989)
- Daniel Willy (1986-1989)
- Toti Willy (1987-1989)
- Ricardo Villa (1986-1993)
- Jay de la Cueva (1986-1993)
- Tito De Llano (1987-1993)

### Otros Integrantes
- Tomas Pérez-Ascencio  (Reemplazo de Daniel) 1989-1993
- Jorge Mercado  (Reemplazo de Javier) 1989-1992
- Mariana Navarro (1981-2021)  (Reemplazo de Toti) 1989-1990
- Jessica Herreman (Reemplazo de Mariana) 1990-1993
- Yani Contreras (Reemplazo de Mariana) 1990-1992
- Ana Borras (Reemplazo de Yani) 1992-1993
- Álex  (Reemplazo de Jorge) 1992-1993

## Discografía
- 1988: Niños eléctricos

1. No quiero
2. Las máquinas
3. Angello
4. Perdidos en la distancia
5. Boomerang
6. Rock de la cárcel
7. Niños eléctricos
8. Quiero cantar rock and roll
9. Ser feliz
10. Horrible pesadilla
11. Recuerdos
12. La pared

- 1989: Batimix

- 1989: De película

1. Grandes años del rock and roll
2. No digas para nada
3. Rock en el universo
4. Despertar
5. Juguemos a Batman
6. Microtecnochips
7. Quiero que sepas
8. Perro lanudo
9. Un sueño para ti
10. Batimix

- 1990: Energía es amor

1. Energía
2. Quiero ser
3. Tiempo al tiempo
4. Oyendo tu voz
5. Tu amor mi vitamina
6. A la hora de cantar
7. A la luz de la luna
8. Ganas
9. Por eso te quiero
10. No me puedo dejar derribar

1992: No somos números
1. Sirena
2. Números
3. Playa
4. Sombra
5. Ángeles
6. Miente
7. Lugar
8. Sacalo
9. Destino
10. Chipicucu

- 2024: Niños eléctricos 35 Aniversario

1. No quiero
2. Las máquinas
3. Angello
4. Perdidos en la distancia
5. Boomerang
6. Rock de la cárcel
7. Niños eléctricos
8. Quiero cantar rock and roll
9. Ser feliz
10. Horrible pesadilla
11. Recuerdos
12. La pared
13. Rock Queremos - Producción 2024
14. Televisor - Bonus Track 1988
15. Soledad - Bonus Track 1988